# Siedliska (Tarnów)
Pour les articles homonymes, voir Siedliska.
Siedliska est une localité polonaise de la gmina de Tuchów, située dans le powiat de Tarnów en voïvodie de Petite-Pologne.